# Богомолов, Олег Тимофеевич
Оле́г Тимофе́евич Богомо́лов (20 августа 1927, Москва — 14 августа 2015, там же) — советский и российский экономист-международник, рыночник, академик АН СССР — РАН (1981, членкор с 1972).
Доктор экономических наук, профессор. Являлся профессором МГУ имени М. В. Ломоносова, заведовал кафедрой экономической географии зарубежных социалистических стран (1967—1977). С 1969 по 1998 год директор Института международных экономических и политических исследований РАН (до 1991 года — Институт экономики мировой социалистической системы АН СССР), затем его почётный директор.
Избирался народным депутатом СССР (1989—1991) и депутатом Государственной думы РФ (1993—1995).

## Биография
Окончил Институт внешней торговли Министерства внешней торговли СССР (1949). В 1950—1990 годах член ВКП(б) — КПСС. Защитил кандидатскую диссертацию «Международные расчеты внутри социалистического лагеря» (1954).
Работал консультантом Министерства внешней торговли СССР, в Секретариате СЭВ, в аппарате ЦК КПСС (1962—1969). В 1967 году защитил докторскую диссертацию «Проблемы экономической интеграции стран-членов СЭВ».
С 1969 по 1998 год — директор Института международных экономических и политических исследований РАН (до 1991 года — Институт экономики мировой социалистической системы АН СССР), затем его почётный директор. Профессор (1969—1999), заведующий кафедрой экономической географии зарубежных социалистических стран (1967—1977) географического факультета МГУ. Был членом учредительного совета газеты «Московские новости». Иностранный член Болгарской АН (1986).
В последние годы — заведующий кафедрой мировой экономики Института новой экономики, почётный директор Института международных экономических и политических исследований РАН, советник РАН.
Избирался народным депутатом СССР (1989—1991) и депутатом Государственной думы РФ (1993—1995), в Госдуме работал заместителем председателя Комитета по международным делам, а также председателем экономического комитета Парламентской ассамблеи ОБСЕ.
Состоял членом Консультативного совета при российском президенте Б. Н. Ельцине.
По мнению академика Богомолова, «именно стагнация советской экономики дала первый импульс перестройки». Сам он считал, что «в 1980—1990-е годы было важно показать людям, что рынок может дать добрый результат без жертв и потерь»: «Мне казался неубедительным аргумент рыночных фундаменталистов, что нельзя быть немного беременным рынком: либо командно-административная, либо рыночная экономика, но не то и другое вместе». В 2005 году заявлял: «Ясно, что курс наших либеральных фундаменталистов бесперспективен. Пока нас выручают высокие цены на нефть. Это создает видимость какого-то роста. Но ведь рост экономики нужен для улучшения жизни людей. А у нас происходит социальная и нравственная деградация народа. Последний удар — монетизация льгот, платная медицина и образование».
В своей статье 2012 года он писал, что «в цивилизованном рыночном хозяйстве строгий бухгалтерский и статистический учёт, а также независимый и добросовестный аудит остаются ключевыми требованиями и важнейшим устоем функционирования экономики». Там же, сопоставляя Россию и Запад, он отмечал, что «Мы — пассионарии, они — меркантилисты. Они производят вещи, мы — блага. Их бог — деньги, наш бог — дух. Мы бедные материально, они — духовно».
Автор около 500 публикаций.
По свидетельству Владилена Каменецкого: «Богомолов был довольно долго женат на номенклатурной даме, дочери генерала КГБ, чуть ли не последнего из оставшихся в живых соратников „железного Феликса“».
Сын Александр — кандидат экономических наук.
Похоронен на Троекуровском кладбище (уч. 19а)

## Основные работы
- Теория и методология международного социалистического разделения труда. — М., 1967.
- Страны социализма в международном разделении труда. — М., 1980 (2-е изд. 1986).
- Реформы в зеркале международных сравнений. — М.: Экономика, 1998. — 159 с. — ISBN 5-282-01918-3.
- Моя летопись переходного времени. — М.: Экономика, 2000. — 367 с. — ISBN 5-282-01963-9.
- Анатомия глобальной экономики. М., 2003;
- Размышления о насущном. — М.: Экономика, 2003. — 239 с. — ISBN 5-282-02286-9.
- Мировая экономика в век глобализации. Учебник. — М.: Экономика, 2007. — 359 с. — ISBN 978-5-282-02714-3.